# Premiul Mallarmé
Premiul Mallarmé, decernat începând cu 1937, este un premiu de poezie acordat în fiecare an de către Academia Mallarmé unui poet vorbitor de limba franceză. Pentru a fi eligibil pentru premiu, poetul trebuie să fi publicat o carte de poezii scrisă în franceză în perioada 1 octombrie a anului precedent - 1 octombrie a anului în curs. Uneori premiul a recompensat un autor și pentru întreaga operă poetică din aceeași perioadă. Premiul poate fi câștigat doar o singură dată.
Antologiile personale, reeditările și traducerile nu sunt luate în considerare.
Juriul premiul este alcătuit din academicieni membri ai Academiei Mallarmé, care, fondată în 1937, reunește scriitori și poeți.
Premiul este acordat de către președintele academiei cu ocazia târgului de carte, care are loc în Brive-la-Gaillarde din departamentul Corrèze, regiunea Limousin, Franța. Premiul în bani se ridică la 3.811 de euro. 

## Juriul premiului Mallarmé
- Max Alhau
- Gabrielle Althen
- Marc Alyn
- Olivier Barbarant
- Linda Maria Baros
- Claude Beausoleil
- Georges Emmanuel Clancier
- Sylvestre Clancier, vicepreședinte
- Philippe Delaveau
- Jean-Luc Despax
- Christophe Dauphin, secretar general
- Pierre Dhainaut
- Bernard Fournier, secretar general adjunct
- Claudine Helft
- Daniel Leuwers, trezorier
- François Montmaneix, președinte
- Yves Namur
- Jean Orizet
- Pierre Oster
- Jean Pérol
- Jean Portante
- Lionel Ray, vicepreședinte
- Richard Rognet
- Jean-Luc Steinmetz
- Alexandre Voisard
- Danièle Corre
- Jean-Yves Debreuille
- Seyhmus Dagtekin
- Jean-Pierre Lemaire

## Câștigători
- 1937 - Jacques Audiberti, Race des hommes
- 1938 - André Dez și Roger Lannes
- 1939 - Patrice de La Tour du Pin, La Quête de joie (refuzat)
- 1939 - Henri Hertz, Passavant
- 1939 - Jean Follain, Chants terrestres
- 1939 - André Bellivier, Poèmes
- 1940 - Paul Bulliard, Chacun sa croix
- 1942 - Yanette Delétang-Tardif, Tenter de vivre
- 1943 - Paul Laurentz
- 1944 - Pierre Reverdy, pentru întreaga operă

- 1976 - Andrée Chedid, Fraternité de la parole și Cérémonial de la violence
- 1977 - Marc Guyon, Ce qui chante dans le chant
- 1978 - Jean Joubert, Poèmes
- 1979 - Jacques Izoard, Vêtu, dévêtu, libre
- 1980 - Yves de Bayser, Inscrire
- 1981 - Lionel Ray, Le Corps obscur
- 1982 - Pierre Dalle Nogare, Érosion, usure
- 1983 - Claude Esteban, Conjoncture du corps et du jardin
- 1984 -  Joseph Rouffanche, Où va la mort des jours
- 1985 - Michel Deguy, Gisants
- 1986 - Henri Meschonnic, Voyageurs de la voix
- 1987 - Vénus Khoury-Ghata, Monologue du mort
- 1988 - Jean Pérol, Asile exil
- 1989 - Guy Goffette, Éloge pour une cuisine de province
- 1990 - André Velter, L'Arbre-seul
- 1991 - Bernard Vargaftig, Ou vitesse
- 1992 - Jacques Chessex, Les Aveugles du Seul Regard
- 1994 - Bernard Hreglich, Un ciel élémentaire
- 1995 - Paul Louis Rossi, Faïences
- 1996 - Franck Venaille, Descente de l'Escaut
- 1997 - Marie Etienne, Anatolie
- 1998 - Mohammed Dib, L'Enfant-jazz
- 1999 - Benoît Conort, Main de nuit
- 2000 - André Schmitz, Incises, Incisions
- 2001 - Alain Veinstein, Tout se passe comme se
- 2002 - Jacques Lovichi, Les Derniers Retranchements
- 2003 - Jean Portante, L'Étrange Langue
- 2004 - Olivier Barbarant, Essais de voix malgré le vent
- 2005 - Hélène Dorion, Ravir les lieux
- 2006 - Michel Butor, Seize Lustres
- 2007 - Seyhmus Dagtekin, Juste un pont sans feu
- 2008 - Jean Ristat, Artémis chasse à courre, le sanglier, le cerf et le loup
- 2009 - Jean-Max Tixier, Parabole des nuées
- 2010 - Robert Marteau, Le Temps ordinaire
- 2011 - Annie Salager, Travaux de lumière
- 2012 - Yves Namur, La Tristesse du figuier
- 2013 - Alain Duault, Les Sept Prénoms du vent
- 2014 - Hubert Haddad, La Verseuse du matin
- 2015 - Werner Lambersy, La Perte du temps
- 2016 - Gérard Bayo, Neige, suivi de Vivante étoile